# Arsène Auguste
Arsène Auguste   (Port-au-Prince, 3 de febrer de 1951 - Miami, 20 de març de 1993) fou un futbolista haitià de la dècada de 1970.
Fou 17 cops internacional amb la selecció d'Haití amb la qual participà en la Copa del Món de futbol de 1974.
Pel que fa a clubs, destacà a Racing Club Haïtien, New Jersey Brewers, Tampa Bay Rowdies i Fort Lauderdale Strikers.